# Eduard Cuypers
Pour les articles homonymes, voir Cuypers.
Eduard Cuypers, né le 18 avril 1859 à Ruremonde et mort le 1er juin 1927 à La Haye, est un architecte néerlandais.

## Biographie
Cuypers suit une formation dans l'agence d'architecture de son oncle, le renommé Pierre Cuypers, auteur du Rijksmuseum Amsterdam (1885) et de la gare centrale d'Amsterdam (1889). En 1881, il fonde sa propre agence à Amsterdam.
Son sens du contact avec les hommes d'affaires de l'époque lui rapporte des commandes de bureaux, de magasins et de maisons. En dépit de ses années d'apprentissage chez son oncle, alors l'architecte incontournable du néogothique aux Pays-Bas, son travail s'oriente plutôt vers le style néo-Renaissance et l'Art nouveau. Il dessine plusieurs églises mais, à la différence de son oncle et de son cousin Joseph Cuypers, le travail d'Eduard Cuypers ne s'enferme pas dans la seule architecture religieuse. Au lieu de cela, il dessine une petite douzaine de gares, surtout situées dans le nord du pays, plusieurs hôpitaux et de nombreuses maisons. Plusieurs de ses réalisations ornent aujourd'hui le Spui, le Herengracht, ou encore la Sarphatistraat, entre autres, à Amsterdam. Il s'illustre aussi dans l'architecture coloniale des Indes orientales néerlandaises.
Cuypers et ses employés conçurent aussi des pièces de mobilier et d'autres objets d'intérieur, comme des lampes. En 1905, il lance Het Huis, Oud & Nieuw (La maison, vieille & neuve), un magazine de décoration d'intérieur qui sera publié jusqu'à sa mort en 1927.
L'agence d'Eduard Cuypers est considérée comme étant à l'origine de l'École d'Amsterdam car Michel de Klerk, Johan van der Mey et Piet Kramer, les grandes figures de ce mouvement, font tous trois leurs années d'apprentissage dans l'agence. Berend Tobia Boeyinga, l'un des plus importants partisans de l'École d'Amsterdam, travaille aussi pendant un temps chez Cuypers.
Son agence lui survivra. Son nom actuel est Aan de Amstel architecten.